# Карданахишвили, Антон Олегович
Антон Олегович Карданахишвили (род. 19 марта 2002, Москва) — российский баскетболист, играющий на позиции разыгрывающего защитника.

## Биография
Начал заниматься баскетболом в семь лет в СШОР № 56, тренер Йонас Полишкис. В 2015 году перешёл в спортивную школу «Глория». Сезон 2017/18 провел в команде ДЮБЛ МБА, самый ценный игрок Первенства России среди юношей 2002 года рождения (2018). В 2018 году оказался в системе ЦСКА. В 2019 году участвовал в Евролиге U18. В сезоне 2020/21 играл в Суперлиге за ЦСКА-2. Чемпион Единой молодежной Лиги ВТБ.
29 сентября 2021 года ЦСКА продлил с Карданахишвили контракт до 2024 года и отправил его в годичную аренду в «Нижний Новгород».
В сентябре 2022 года Карданахишвили перешёл в «Самару» на правах аренды, а летом 2024 года уже на полноценный контракт.

### Сборная России
В августе 2018 года Карданахишвили, в составе сборной России (до 16 лет), стал победителем чемпионата Европы в дивизионе В.
Летом 2021 года был включён в расширенный состав сборной России для подготовки к олимпийскому квалификационному турниру. После товарищеских матчей против Литвы и Доминиканской Республики был включён в заявку на турнир в Сплите. В предварительном раунде квалификации провёл оба проигранных сборной матча — против Мексики и Германии.

## Достижения

### Клубные
- Чемпион Единой лиги ВТБ: 2023/2024
- Чемпион России: 2023/2024
- Чемпион Единой молодёжной лиги ВТБ: 2020/2021
- Обладатель Кубка России: 2024/2025

### Сборная России
- Победитель чемпионата Европы в дивизионе В (до 16 лет): 2018